# 名詞化
名詞化（nominalization、名物化）是指在語法上從其他詞性转变为名词形式。

## 德語的名詞化
在德語中，因其具有的客觀性、生動性、直觀性和簡潔性，名詞化在科學、技術等專業領域的解釋文字中用的比較多。
形容詞或副詞可以通過添加-ung或者-heit、-keit等詞尾來進行名詞化。也可以直接在詞前面加上一個冠詞，這樣不需要添加詞尾也完成名詞化，這種方式一般產生中性的名詞語體，比如說gut加上冠詞das變成das Gute。

## 英語的名詞化

### 词语衍生
在英语中一般在动词结尾后加“ment”、“tion”、“ure”、“age”等。
举例：
```
     entertain + ment -> entertainment
     act + tion -> action
     fail + ure -> failure
```

### 不变形
一些词语不加词缀派生，可以由其它词性转化为名词，如change, increase, use等。

## 日語的名詞化
- 日文助詞こと名詞化功能（页面存档备份，存于）, 便利日語